# 강정훈 (1976년)
강정훈(1976년 1월 10일 ~ )은 대한민국의 전 축구 선수이자 현 지도자이다. 대전에서 윙백과 수비형 미드필더, 필요시엔 공격수까지 오가며 오랜 기간 활약하였다.

## 유소년 경력
고향인 전라남도 해남군에서 초등학교 4학년 때 축구를 시작하였고 당시 해남으로 전지훈련을 왔던 한양중학교 감독의 눈에 띄어 서울의 영희초등학교로 전학한 후 한양중학교에 입학하였다. 이후 한양공업고등학교를 거쳐 한양대학교에 진학하여 주로 미드필더로 활약하였으나 척추분리증으로 허리 수술을 받아 오랜 기간 축구를 쉬기도 하였다.

## 선수 경력
한양대학교에 재학하던 시절 1998년 대전 시티즌에 입단하였다. 입단 초기 본 포지션과는 다른 공격수 역할을 부여받고 부진한 모습을 보여 확고한 주전 입지를 다지지 못하였다. 하지만 2003년 최윤겸 감독 부임 후 미드필더로 기용되기 시작하며 본 기량을 찾았고 부주장으로 선임되기도 하였다.
2007 시즌엔 주장으로 임명되었으나 최윤겸 감독이 물러나고 부임한 김호의 선수단 개편에 의해 주전 자리에서 밀려났다. 시즌 종료 후엔 갑작스러운 방출 통보를 받아 팀을 떠나게 되었다.
2008년 김해시청에서 5개월 간 플레잉 코치로 활약하였다.

## 지도자 경력
김해시청에서 플레잉 코치로 활약하며 처음으로 지도자의 길을 걸은 후 강정훈 FC라는 이름의 유소년 클럽을 창단하여 유망주 양성에 힘쓰고 있다.
이후 2015년에 창단된 K3리그의 부여군 FC의 감독으로 임명되었다.